# La Mouche (film, 1980)
Pour les articles homonymes, voir La Mouche et The Fly.
Pour plus de détails, voir Fiche technique et Distribution.
La Mouche (hongrois : A légy) est un court métrage d'animation hongrois réalisé par Ferenc Rofusz  et sorti en 1980.
Le film n'a aucun lien avec le film de 1958 du même nom ni avec son remake de 1986.

## Fiche technique
- Titre original : A légy
- Titre français : La Mouche
- Titre anglais international : The Fly
- Réalisation : Ferenc Rofusz
- Scénario : Ferenc Rofusz
- Photographie : Zoltán Bacsó
- Montage : János Czipauer
- Pays de production :  Hongrie
- Langue originale : aucune (sonore sans dialogue)
- Format : couleur
- Genre : animation
- Durée : 3 minutes
- Dates de sortie :
  - Hongrie : 1980